# Верхний Женвай
Верхний Женвай (удм. Ӝомвай, Женвай) — деревня в Завьяловском районе Республики Удмуртия Российской Федерации.

## География
Расположен в центральной части республики, в верховьях реки Женвайка, в 35 км к юго-западу от центра Ижевска.

### Уличная сеть
- Улица Ветеранов
- Клубная улица
- Полевая улица
- Улица Урал
- Фермовская улица
- Школьная улица
- Южная улица

## История
В Списке населённых мест Вятской губернии 1859—1873 гг. упоминается как казённая деревня Женвай верхний (Вил-Женвай), при рч. Жонвайке, входившая в Сарапульский уезд, Стан 2.	
Входил в сельское поселение Среднепостольское с момента его образования в результате реформы местного самоуправления в 2005 году.
25 июня 2021 года в связи с преобразованием муниципального района в муниципальный округ и упразднением Среднепостольского сельского поселения, входит в муниципальное образование «Муниципальный округ Завьяловский район Удмуртской Республики».

## Население
| 2010 | 2012 |
| ---- | ---- |
| 272  | ↘268 |

## Инфраструктура
Верхнеженвайская начальная школа структурное подразделение МБОУ «Среднепостольская средняя общеобразовательная школа».

## Транспорт
Деревня, по данным XIX века, по правую сторону Сарапульско-Малмыжской проселочной дороги, чрез с. Козловское до границы уезда